# Corythopis torquatus
A Corythopis torquatus vagy Corythopis torquata a madarak (Aves) osztályának verébalakúak (Passeriformes) rendjébe és a királygébicsfélék (Tyrannidae) családjába tartozó faj.

## Előfordulása
Bolívia, Brazília, Ecuador, Francia Guyana, Guyana, Kolumbia, Suriname, Peru és Venezuela területén honos.
A természetes élőhelye szubtrópusi és trópusi síkvidéki esőerdők és mocsári erdők.

## Alfajai
- Corythopis torquatus anthoides (Pucheran, 1855)
- Corythopis torquatus sarayacuensis Chubb, 1918
- Corythopis torquatus subtorquatus Todd, 1927
- Corythopis torquatus torquatus Tschudi, 1844

## Megjelenése
Átlagos testtömege 17 gramm.